# هیدن کارتر
هیدن کارتر (انگلیسی: Hayden Carter؛ زادهٔ ۱۷ دسامبر ۱۹۹۹) بازیکن فوتبال اهل بریتانیا است.
از باشگاه‌هایی که در آن بازی کرده‌است می‌توان به باشگاه فوتبال برتون آلبیون و باشگاه فوتبال بلکبرن روورز اشاره کرد.